# Biserica „Sf. Treime” din Seciu
Biserica „Sf. Treime” din Seciu este un monument istoric aflat în localitatea Seciu (subordonată orașului Boldești Scăeni). În Repertoriul Arheologic Național, monumentul apare cu codul 131087.02.